# Der Student von Prag
Der Student von Prag é um filme mudo de terror alemão de 1913. É vagamente baseado em "William Wilson", um conto de Edgar Allan Poe, o poema The December Night de Alfred de Musset, e Fausto. O filme foi refeito em 1926, com o mesmo título. Outros remakes foram produzidos em 1935 e 2004. O filme é estrelado por Paul Wegener em sua estreia no cinema. É geralmente considerado o primeiro filme de arte da história.

## Elenco
- Paul Wegener como Balduin
- John Gottowt como Scapinelli
- Grete Berger como Condessa Margit
- Lyda Salmonova como Lyduschka
- Lothar Körner como Conde von Schwarzenberg
- Fritz Weidemann como Baron Waldis-Schwarzenberg

## Importância cultural
Der Student von Prag é considerado o primeiro filme de arte alemão e ajudou a elevar o cinema de suas origens de feiras e feiras de classe baixa a uma forma de arte viável. Foi um sucesso comercial e crítico. O público se aglomerou para ver o filme, em parte porque ele explorou um senso muito real de dissociação e alienação inerente a uma sociedade que estava lutando com o colapso crescente do império alemão.
A estrela do filme, Paul Wegener, foi um campeão declarado do meio depois de perceber o potencial do cinema para transcender os limites do teatro convencional. O diretor de fotografia Guido Seeber utilizou truques de câmera inovadores para criar o efeito do Doppelgänger, produzindo uma exposição dupla contínua. Hanns Heinz Ewers foi um notável escritor de histórias de terror e fantasia cujo envolvimento com o roteiro emprestou um ar de respeitabilidade muito necessário à forma de arte incipiente.
O filme também estimulou o interesse pelo campo ainda muito novo da psicanálise. Otto Rank publicou um extenso resumo do enredo do filme em seu artigo “Der Doppelgänger”, publicado na revista acadêmica Imago de Sigmund Freud em 1914. Os exemplos do Doppelgänger são mais prevalentes na literatura como uma defesa narcisista contra o amor sexual, de acordo com Rank, que descreveu como a imagem espelhada do estudante aparece em situações eróticas para negar a Balduin qualquer progresso em suas tentativas de cortejar a condessa.
Os temas fantásticos do filme passaram a se tornar uma grande influência no cinema de Weimar, continuando a exploração da mudança social e da insegurança após a Primeira Guerra Mundial. O expressionismo cresceu a partir da psique atormentada de artistas e escritores chegando a um acordo com suas experiências individuais. O uso do chiaroscuro (contrastes nítidos entre luz e sombra) já estava estabelecido no set de Der Student von Prag, mas foi levado adiante por produções de Weimar como O Gabinete do Dr. Caligari .